# Stefan Tewes
Stefan Tewes (ur. 24 listopada 1967 w Mülheim an der Ruhr) – niemiecki hokeista na trawie, który w 1992 roku należał do niemieckiej reprezentacji i brał udział w letnich Igrzyskach Olimpijskich.
Studiował administrację biznesową w Monachium, a doktorat uzyskał na Uniwersytecie Duisburg-Essen. W 1999 roku wraz ze swoją żoną, Kathriną Tewes, założył sieć kawiarni Coffee Fellows.

## Życie prywatne
Stefan ma młodszego brata Jana-Petera, który również był hokeistą na trawie i mistrzem olimpijski8m z 1992. Ma czwórkę córek.